# En voiture Simone (auto-école)
En Voiture Simone, ou EVS, est une auto-école en ligne. Elle est fondée au cours de l'année 2015, en France.

## Historique
En 2015, la start-up En voiture Simone est officiellement créée, en France, par Édouard Rudolf, diplômé d'une école de commerce, et l'ingénieur Édouard Polese.  
Le modèle d'affaire de l'entreprise EVS s'appuie sur la loi Macron de 2015 qui favorise la libéralisation du secteur de l'auto-école, en rendant notamment possible le passage du permis de conduire en candidat libre,.
Le nom fait référence à Simone Louise des Forest, pilote automobile du début du XXe siècle et une des premières femmes à ouvrir une auto-école en 1950.  
En Voiture Simone lance son site internet en août 2015. La formation au code de la route est nationale et les leçons de conduite possibles dans des agglomérations de grandes villes telles que Paris, Lyon, Toulouse, Lille et Bordeaux.
En mai 2016, l'Union nationale des indépendants de la conduite intente un procès à la société En voiture Simone. Au tribunal de grande instance de Paris, le syndicat gagne en première instance, faisant reconnaître que l'agrément préfectoral d'auto-école acquis à Paris par la start-up ne lui permet pas d'exercer ailleurs en France. En juillet de la même année, la cour d'appel de Paris rend un jugement favorable à En Voiture Simone, qui peut donc poursuivre son activité,.
En juillet 2018, En Voiture Simone lève deux millions d'euros auprès d'Amundi, société française de gestion d'actifs.
En mars 2018, l'entreprise, qui compte quinze salariés, revendique plus de 70 000 candidats inscrits sur sa plateforme depuis la création de cette dernière. Avec un taux de réussite de 76 %, la start-up affiche un résultat supérieur de seize points à la moyenne nationale des auto-écoles.
En juillet 2021, le groupe de distribution automobile BYmyCAR acquiert EVS et ses cinq cents formateurs indépendants.

## Fonctionnement
Par le biais d'une plateforme en ligne, En voiture Simone propose une formation au code de la route qui permet d'accéder à des cours de code de la route, ainsi qu'à des séries de code et des examens blancs. 
En fois que l'élève a passé le code de la route, En Voiture Simone met en relation candidats et moniteurs diplômés d'État du titre professionnel enseignant de la conduite et de la sécurité routière, anciennement BEPECASER. Ceux-ci sont généralement des travailleurs indépendants.